# Нижневартовский государственный университет
Нижневартовский государственный университет (НВГУ, полное наименование Федеральное государственное бюджетное образовательное учреждение высшего образования «Нижневартовский государственный университет») — высшее учебное заведение, расположенное в Нижневартовске.

## История
12 июля 1988 года в Нижневартовске был открыт филиал Тобольского государственного педагогического института им. Д. И. Менделеева. Филиал состоял из трех факультетов: физико-математического, филологического и факультета педагогики и методики начального обучения, на которых изначально работали 25 преподавателей и обучалось 158 студентов. 
В 1992 году Нижневартовский государственный педагогический институт одним из первых в России перешел на двухступенчатую подготовку педагогических кадров совместно с Нижневартовским педагогическим училищем (колледжем) в структуре учебно-научного педагогического комплекса.
В 1992 году Нижневартовский филиал ТГПИ им. Д. И. Менделеева преобразован в Нижневартовский педагогический институт. В 1992 году в уже вузе обучалось 1173 человека.
В 2005 году институт был переименован в Нижневартовский государственный гуманитарный университет, а в 2013 году в Нижневартовский государственный университет.
Уже не первый год по результатам ежегодного рейтинга Федерального агентства по образованию университет находится в десятке лучших педагогических, лингвистических и гуманитарных вузов России. По итогам рейтинга педагогических, гуманитарных и лингвистических вузов за 2009 год, составленного Министерством образования и науки РФ, Нижневартовский государственный гуманитарный университет занял 5 место среди 74 вузов России. Ежегодно образовательные программы НВГУ входят в число лучших инновационных программ в России. Университет является лауреатом Межрегионального конкурса «Лучшие вузы Урала», проходящего в рамках Национального конкурса «Лучшие вузы РФ». В 2017 году по итогам исследования информационной группы «Интерфакс» в Национальный рейтинг университетов попали два вуза Югры. При этом Нижневартовский государственный университет улучшил прошлогодний показатель (203-е место) на 12 позиций — до 191-го места.
В 2019 году Нижневартовский государственный университет стал победителем национального конкурса «Лучшие вузы РФ — 2019». В 2021 году вуз вошел в число лауреатов V Всероссийского конкурса «100 лучших вузов Российской Федерации — 2021». В 2023 году 8 образовательных программ вошли в число лучших образовательных программ инновационной России. 18 образовательных программ вошли в первую, вторую, третью и четвертую лигу Предметного национального агрегированного рейтинга по укрупненным группам направлений. Нижневартовский государственный университет является участником Западно — Сибирского межрегионального научно-образовательного центра международного уровня, в рамках которого реализует научно-исследовательские проекты по направлению «Арктика: ресурсы «холодного мира» и качество окружающей среды, человек в Арктике».
Сегодня университет — это динамично развивающееся учебное заведение высшего профессионального образования, ведущий вуз Югры по целому ряду образовательных направлений университетской подготовки высококвалифицированных кадров для науки, образования, экономики и культуры.
В НВГУ работают и обучаются талантливые, одаренные люди, ярко проявляющие себя и в науке, и в спорте, и в художественном творчестве, победители и призеры окружных, российских, международных конкурсов, фестивалей и чемпионатов.
В университете реализуется 141 образовательная программа. В структуру университета входят 6 факультетов — гуманитарный, педагогики и психологии, информационных технологий и математики, экологии и инжиниринга, искусств и дизайна, физической культуры и спорта; 17 кафедр и 4 базовые кафедры предприятий, 8 научно-исследовательских лабораторий и 3 конструкторских бюро. Кроме того, университет сотрудничает со школами, открывая профильные классы совместно с ведущими работодателями. Сегодня открыто 15 профильных классов. Учебный процесс и научную работу обеспечивают 177 научно-педагогических работников, в том числе 30 докторов наук, профессоров и 147 кандидатов наук, доцентов.

## Структура университета
- Факультет педагогики и психологии
- Факультет искусств и дизайна
- Факультет физической культуры и спорта
- Факультет информационных технологий и математики
- Факультет экологии и инжиниринга
- Гуманитарный факультет

## Ректоры
- 1988—1992 — Анатолий Карпович Карпов, директор Нижневартовского филиала ТГПИ
- 1992 — 2007 — Анатолий Карпович Карпов, ректор Нижневартовского государственного педагогического института
- 2007 — по н.в. — Сергей Иванович Горлов, ректор Нижневартовского государственного университета[7]